# Bélgica nos Jogos Olímpicos de Verão de 1908
A Bélgica competiu nos Jogos Olímpicos de Verão de 1908. Foi a segunda vez que o país participou das Olimpíadas.